# Leonardo Torriani
Leonardo Torriani (Crémone, vers 1559 - Coimbra, 1628) est un ingénieur militaire et architecte d'origine italienne ayant servi les souverains espagnols et portugais.
Son nom de famille est aussi communément orthographié comme Torriano, Torreano ou Turriano.

## Biographie

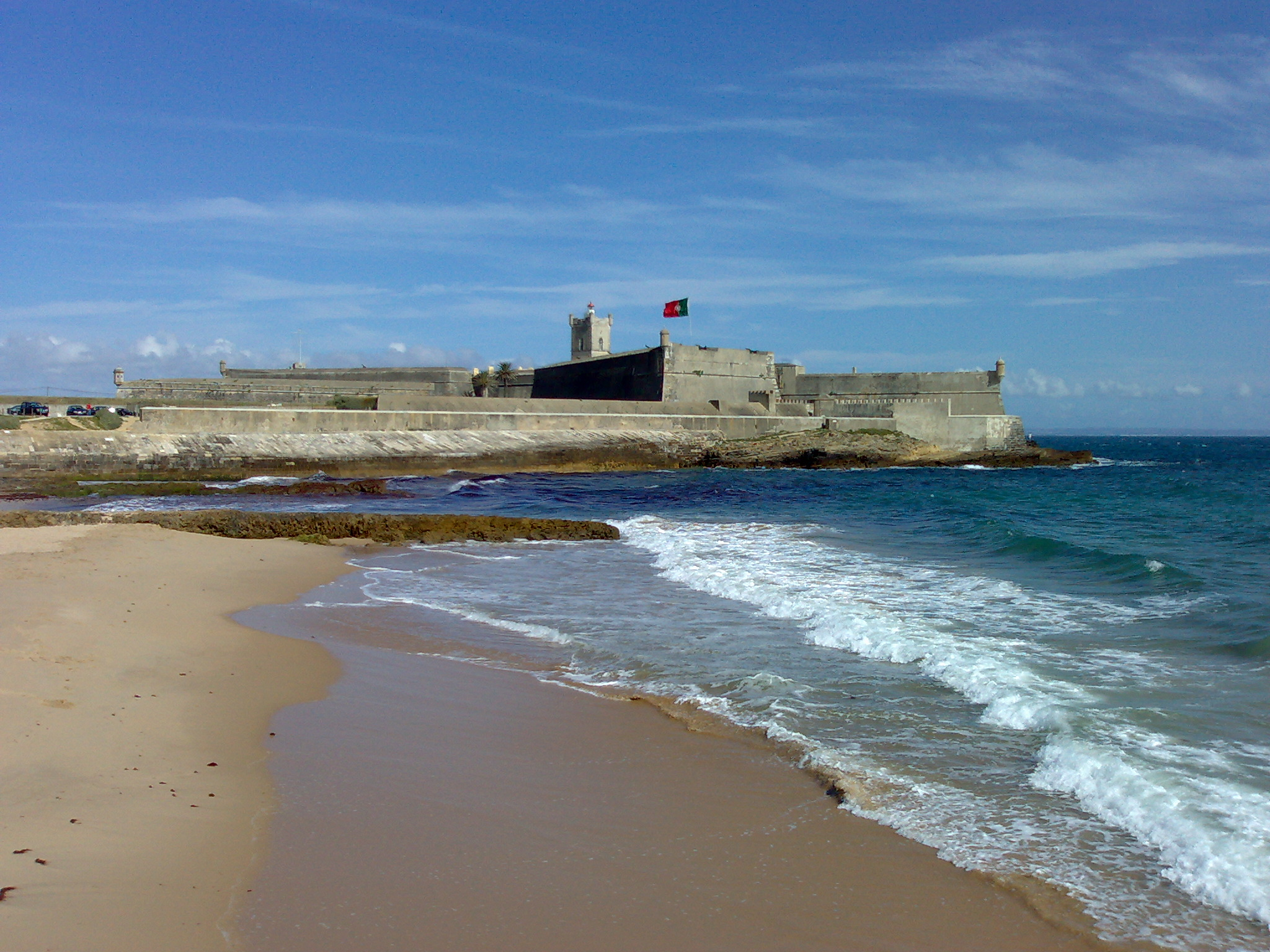
Fort Saint-Julien de Bara

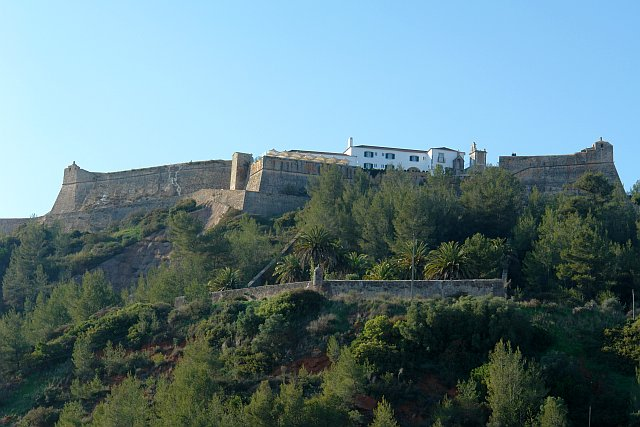
Fort Saint-Philippe de Setúbal

Leonardo Torriani est né dans une famille ayant une longue tradition dans différents domaines : horlogers, plombiers, ingénieurs. Son oncle Gianello Torriani est l'ingénieur hydraulique qui a canalisé le Tage.
Il a commencé par être au service de l'empereur Rodolphe II de Bohême, à Prague.
Il est arrivé en Espagne, en 1582, probablement appelé par son oncle. Il a servi le roi Philippe II d'Espagne  comme ingénieur militaire. Il est nommé en mars 1584, ingénieur du roi sur l'île de La Palma où il a la tâche de construire une jetée et une tour dont le travail est rémunéré un escudo par jour.
Trois ans plus tard, il revient à la cour d'Espagne où on lui demande de visiter toutes les forteresses des îles Canaries et d'établir un rapport sur la meilleure façon de compléter le système de défense des îles contre les attaques de la mer par les corsaires français, anglais, néerlandais, et les pirates barbaresques venant du Maroc. Cette affectation dura cinq années.
Il nous a laissé une Description et histoire du royaume des îles Canaries, auparavant connues sous le nom d'« îles Fortunées »  avec l'avis sur leurs fortifications  (vers 1588 ou 1590).
Ayant quitté les îles Canaries, il est nommé à Oran, puis à Carthagène, et en Algérie, et enfin en Portugal.
Venu au Portugal, à la mort de frère Giovanni Vincenzo Casale, il a été chargé des travaux du fort de São Lourenço do Bugio, en 1594, du fort de Saint-Julien da Barra, en 1597, et, après la mort de Filippo Terzi, des travaux du fort Saint-Philippe de Setúbal, en  1598, date à laquelle il a été nommé ingénieur en chef (Engenheiro-mor') du royaume.
Au Brésil, dans l'exercice de ce poste, on lui a attribué un projet pour la fortification de la ville de Salvador, nommée à l'époque Capitania Real da Bahia, daté 1605.
Il eut deux fils, Diogo Torriano (1605 - 1650) et  João Torriano, qui ont tous les deux poursuivis une carrière en tant qu'ingénieur militaire au service de la couronne portugaise. Le second, frère bénédictin, a aussi été architecte de plusieurs édifices religieux. Il a remplacé son père après sa mort, en 1631, comme professeur d'architecture à la Ribeira das Naus.